# Vienne (Seine-Maritime)
Pour les articles homonymes, voir Vienne.
Ne doit pas être confondu avec la Vienne, affluent de la Loire.
La Vienne est une rivière de Seine-Maritime, affluent de la Saâne.

## Géographie
Elle naît sur le territoire de Beauval-en-Caux, suit une direction presque parallèle à la Saâne durant la première partie de sa course, avant de s'orienter vers le nord-ouest et de confluer avec le fleuve côtier à Ambrumesnil, au terme d'un parcours de 15 kilomètres. La Vienne apporte 0,42 m3/s à la Saâne lors de sa confluence à Ambrumesnil (pour un bassin versant de 88 km2).
La Vienne traverse Beauval-en-Caux, Saint-Mards, Lamberville, Bacqueville-en-Caux, Lammerville, Hermanville, Thil-Manneville, Gueures, et Ambrumesnil.

## Histoire
La vallée de la Vienne est fortement marquée par l'époque médiévale et l'originalité des églises de ses villages. À Beauval-en-Caux, une motte castrale rappelle que la région fut gouvernée par Ansgoth, un compagnon de Rollon; à Lammerville fut édifiée, au XIIe siècle, une forteresse dont il reste peu de vestiges. Nombreux sont les édifices religieux qui se singularisent par des caractéristiques rares dans le pays de Caux; l'église romane de Beauval-en-Caux possède un clocher à bulbe, celle de Sainte-Geneviève-de-Beaunay un clocher-mur, celle de Saint-Mards revêt l'aspect d'une grange dîmière. Seul bourg important arrosé par la Vienne, Bacqueville-en-Caux porte le souvenir[Lequel ?] d'une des plus illustres familles de Normandie, les Martel, qui se maintinrent dans ce fief de 1033 à 1694.
Une quinzaine de moulins étaient établis sur son cours comme le moulin Marquet à Lamberville : vers 1740,  Michel Parmentier[Qui ?] y est établi en tant que meunier.
Pour soutenir l'activité économique d'une vallée délaissée par les modes de transport modernes et assurer le désenclavement de sa population, une ligne de chemin de fer à voie métrique fut construite, au début du XXe siècle, reliant la gare de Clères, sur l'axe Rouen - Dieppe, à celle de Gueures, desservie par la voie ferrée départementale, elle aussi  à écartement réduit, de la vallée de la Saâne. Cet itinéraire, ouvert en 1913, ne résista pas à la concurrence routière et fut fermé en 1946. Le paysage, à travers quelques ponts et d'anciennes petites gares perdues dans la campagne, en garde les marques.